# Ryōsei Akazawa

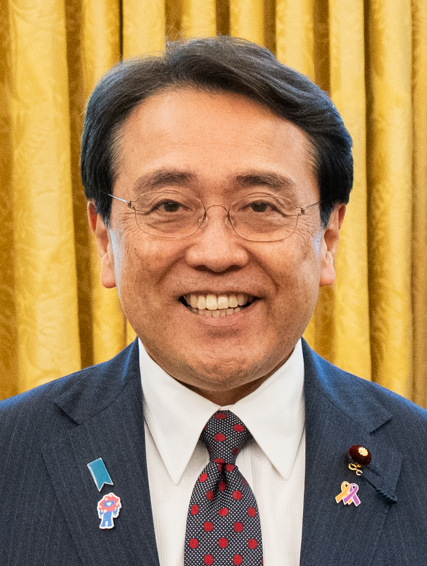
Ryōsei Akazawa (2025)

Ryōsei Akazawa (japanisch 赤沢 亮正 Akazawa Ryōsei; * 18. Dezember 1960 in Bunkyō, Tokio als 森 亮正 Mori Ryōsei) ist ein japanischer Politiker, seit 2005 Mitglied des Repräsentantenhauses (Unterhaus des Nationalparlaments) für den 2. Wahlkreis von Tottori und seit 2024 Minister für Wirtschafts- und Fiskalpolitik im Kabinett Ishiba. Er gehört der Liberaldemokratischen Partei (LDP) an, darin zuletzt der Ishiba-Gruppe.
Mori nahm den Familiennamen des mütterlichen Großvaters Masamichi Akazawa an (Repräsentantenhaus, Wahlkreis Tottori, …→DPJ→LDP, in den 1960er Jahren zweimal Minister für Selbstverwaltung und Polizeiminister). Nach seinem Studienabschluss an der rechtswissenschaftlichen Fakultät der Universität Tokio wurde er Beamter im Verkehrsministerium, das bei der Reform der Zentralregierung 2001 im Ministerium für Land & Verkehr (dem englischen Ministerium für Land, Infrastruktur, Verkehr und Tourismus u. ä.) aufging. Zwischenzeitlich erwarb er 2001 an der Cornell-Universität einen MBA. Ab 2002 war er im Ministersekretariat tätig, ab 2004 bei der öffentlichen Nippon Yūsei (der englischen Japan Post). 2005 beendete er seine Karriere im öffentlichen Dienst für den Wechsel in die aktive Politik in der politischen Heimat seines Großvaters.
Bei der Repräsentantenhauswahl 2005, der „Postprivatisierungswahl“ von Premierminister Jun’ichirō Koizumi, wurde Akazawa der LDP-„Attentäter“-Kandidat im Wahlkreis Tottori 2 gegen den parteilosen Postprivatisierungsgegner Yoshihiro Kawakami (ehemals LDP, später DP). Er setzte sich mit rund 37 % der Stimmen gegen Kawakami (34 %), den Demokraten Osamu Yamauchi (24 %) und einen Kommunisten durch. Den Sitz verteidigte er 2009 sehr knapp, danach durchgehend bis einschließlich 2024 sicher mit absoluten Mehrheiten.
Für das zweite Kabinett Abe war Akazawa 2012 bis 2013 „politischer Ministersekretär“ (englischer parlamentarischer Vizeminister u. v. m.) im Land- & Verkehrsministerium, für das dritte Kabinett Abe 2014 bis 2015 „Vizeminister“ (englischer Staatsminister u. v. m.) im Kabinettsamt. 2016 übernahm er den Vorsitz im Umweltausschuss des Repräsentantenhauses. Von 2020 bis 2021 (Kabinett Suga) war er erneut „Vizeminister“ im Kabinettsamt. Anschließend übernahm er bis 2022 den Vorsitz des Atomkraftsonderausschusses im Repräsentantenhaus. Von 2023 bis 2024 (Kabinett Kishida II (2. Umbildung)) war er „Vizeminister“ im Finanzministerium.
2024 berief ihn der neue Premierminister Shigeru Ishiba als Minister beim Kabinettsamt für besondere Aufgaben (Wirtschafts- und Fiskalpolitik) in sein Kabinett und übertrug ihm auch zahlreiche Zusatzaufgaben, darunter die geplante Einrichtung der neuen Katastrophenschutzbehörde.